# Castellfollit del Boix
Pour les articles homonymes, voir Castellfollit et Boix.
Castellfollit del Boix est une commune de la province de Barcelone, en Catalogne, en Espagne, de la comarque de Bages